# الاتفاقية المتعلقة بالوضع الدولي للاجئين
الاتفاقية المتعلقة بالوضع الدولي للاجئين المؤرخة في 28 أكتوبر 1933، هي وثيقة صادرة عن عصبة الأمم والتي تناولت التدابير الإدارية مثل إصدار شهادات نانسن، والإعادة القسرية، والمسائل القانونية، وظروف العمل، والحوادث الصناعية، والرعاية الاجتماعية والإغاثة، والتعليم، والنظام المالي والإعفاء من المعاملة بالمثل، ونصت على إنشاء لجان للاجئين. وكان ذلك بمثابة مقدمة لاتفاقية عام 1951 المتعلقة بوضع اللاجئين، والتي تحكمها الأمم المتحدة.
صُدّق على اتفاقية عام 1933 من قبل تسع دول، بما في ذلك فرنسا والمملكة المتحدة، ولكن المملكة المتحدة لم تقبل الفقرة الثانية من المادة 3، ومع ذلك بموجب هذه الاتفاقية اكتسب مبدأ عدم الإعادة القسرية صفة قانون المعاهدات الدولية.